# Eureka (uitspraak)

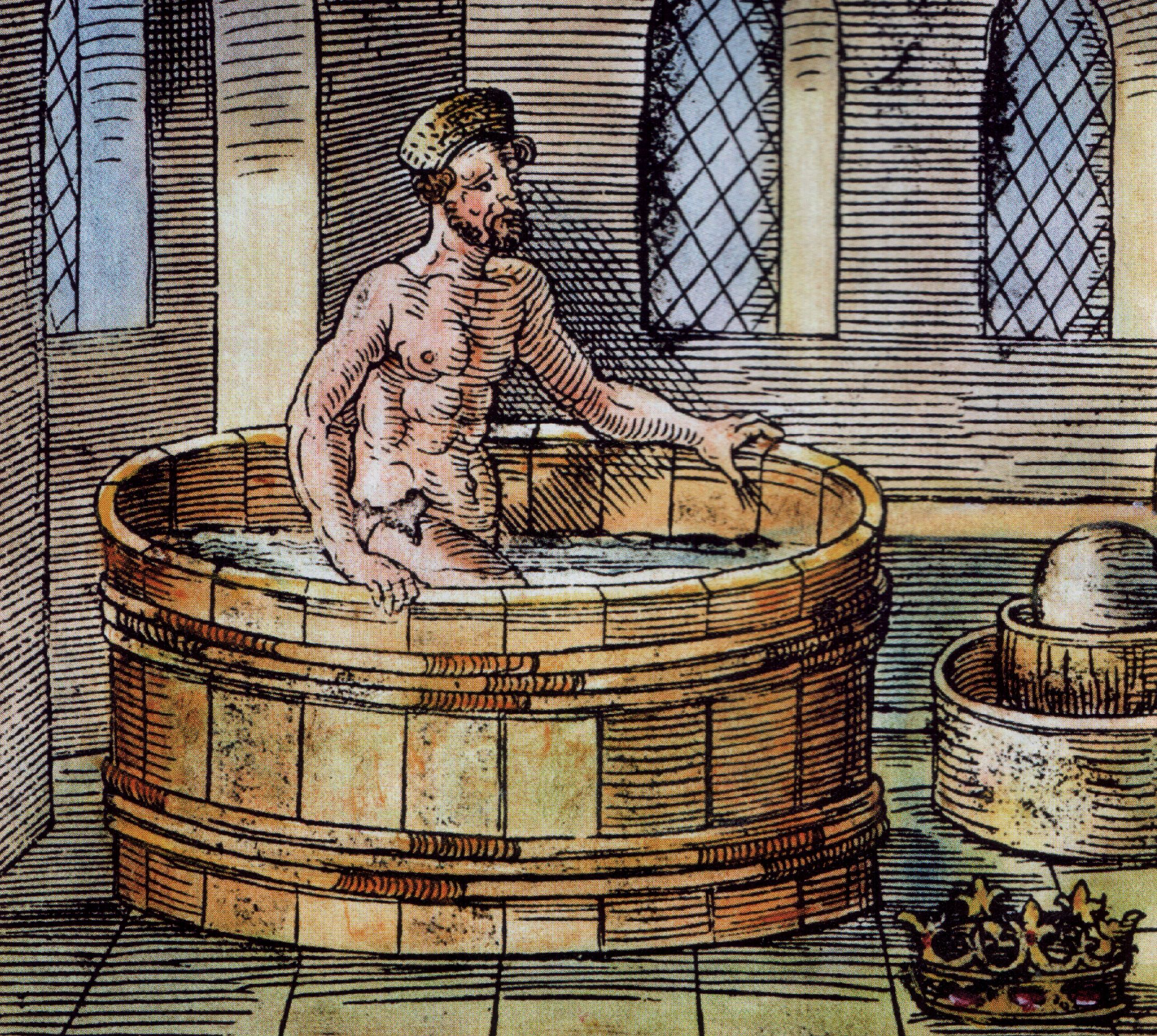
Archimedes in het bad

Eureka of Heureka betekent: ik heb het gevonden, of als uitroep: ik héb het. Het is een Grieks woord, εὕρηκα / ηὕρηκα, het perfectum (de voltooid tegenwoordige tijd) van εὑρίσκω, heuriskoo - Ik vind. 
In de uitroep Eureka is sprake van een Perfectum Resultativum; dat wil zeggen dat de nadruk ligt op het resultaat van de activiteit, en niet zozeer op de activiteit die tot het resultaat leidde. In dit geval is het resultaat de vondst.
Plutarchus en Vitruvius vertellen dat Archimedes in het bad ontdekte dat een ondergedompeld lichaam zo veel lichter wordt als de verplaatste vloeistof weegt, wat nu de wet van Archimedes heet. Hij sprong uit het bad en rende naakt door de straten van Syracuse, luid “heureka!” roepend.
Sindsdien is eureka een blijde uitroep als iemand een moeilijke opgave heeft opgelost.